# Partit Democràtic Popular de l'Afganistan
El Partit Democràtic Popular de l'Afganistan (PDPA) (paixtu: د افغانستان د خلق دموکراټیک ګوند; dari: حزب دموکراتيک خلق افغانستان, Hezb-e dimūkrātĩk-e khalq-i Afganistan) va ser un partit polític comunista de l'Afganistan, un estat de l'Àsia central. El partit fou fundat l'1 de gener de 1965. Des de 1967 va estar dividit en dues ales: la radical marxista Khalq i la moderada progressista Parcham. Aquest darrer corrent va donar suport el 1973 el cop d'estat de Mohammed Daud Khan contra la monarquia. No obstant això, Daud es va revelar aviat com un enemic del PDPA, empresonant diversos dels seus dirigents, cosa que va desembocar en la Revolució d'Abril de 1978. Després de la revolució, el PDPA va començar a governar l'Afganistan fins al 1992, quan va ser derrocat pels muyahidins (fonamentalistes islàmics).
70,000–100,000 (April–June 1982)